# Kogelberg (Grazer Bergland)
Der Kogelberg ist ein 533 m ü. A. hoher Hügel im Grazer Bergland im österreichischen Bundesland Steiermark. Die Erhebung befindet sich im Nordosten der Landeshauptstadt Graz und diente im Mittelalter als Standort einer Fliehburg.

## Lage und Umgebung
Der Kogelberg erhebt sich im Grazer Stadtbezirk Mariatrost linksseitig über der Rettenbachklamm und etwa 120 m über dem Mariatroster Tal. In der ÖK ist er ohne Namen als Höhenkote 533 verzeichnet. Der zur Klamm abfallende West- und Nordhang präsentiert sich bewaldet, während auf den restlichen Lagen (Hänge zum Mariatroster Bach hin) Grünland und Siedlungen vorherrschen. Über die Südostseite des Berges führt der asphaltierte Himmelreichweg, nordwestlich des höchsten Punktes befindet sich ein privates Wildgehege. Der Kogelberg ist Teil des Landschaftsschutzgebiets Nördliches und östliches Hügelland von Graz (LSG-30).

## Geologie und Geomorphologie
Der Kogelberg gehört dem Grazer Paläozoikum an und bildet damit neben dem Reinerkogel eine der südlichsten Erhebungen des Grazer Berglandes am linken Murufer. Er besteht wie die benachbarte Platte aus verschiedenen Grüngesteinen, darunter Schwarzschiefer, Phyllite und Quarzite sowie – auf der Seite des schluchtartig eingetieften Rettenbachs – Diabas und Fleckengrünschiefer. Der Grundstock besteht aus Schöcklkalk, der vor allem den nördlich gelegenen Hauenstein aufbaut und westlich vom Mariatroster Bach durchbrochen wird. In den untersten Hanglagen werden die paläozoischen Schiefer vom Tertiär des Oststeirischen Hügellandes überlagert.

## Geschichte
Die kleine, südexponierte Hochfläche am Kogelberg heißt heute noch Himmelreich, was sich etwa in Straßen- und Vulgonamen niederschlägt. Dieser Flurname wurde früher gern für hochliegende, freie Flächen vergeben, die sich oft auch in Klosterbesitz befanden. Das Toponym „Kogelberg“ weist in der Steiermark vielfach auf befestigte Höhensiedlungen hin. Tatsächlich gehörte die Erhebung Anfang des 14. Jahrhunderts dem Geschlecht der Kranichberger, die sie Wernher(i)spurch (purch althochdeutsch für Burg) nannten und 1305 sowie 1313 die Gülten dem Stift Göß verschrieben. 1340 wurden weitere Gülten den Dominikanerinnen von Graz verschrieben, die dort einen Weingarten betrieben.
Bei der Burganlage handelte es sich um eine Fliehburg der bäuerlichen Bevölkerung. Der Zugang befand sich ostseitig über der Rettenbachklamm. Zwei deutliche Hangstufen lassen die Ausdehnung der Anlage erahnen, auf die auch eine künstliche Versteilung auf der Südostseite des Berges hinweist. Weitere Wehrspuren wurden durch den Ackerbau der benachbarten Landwirtschaften zerstört. In Friedenszeiten besiedelten die Bauern das fruchtbarere Hochtal zwischen Platte und Hauenstein, dessen Name sich von Wernherispurch mundartlich zu Wenisbuch entwickelte.